# Solomónovka
Solomónovka (en rus: Соломоновка) és un poble de l'óblast de Lípetsk, a Rússia, que el 2013 no tenia cap habitant. Pertany al districte rural de Griazi.